# NGC 466
NGC 466 is een spiraalvormig sterrenstelsel in het sterrenbeeld Toekan. Het hemelobject ligt ongeveer 225 miljoen lichtjaar van de Aarde verwijderd en werd op 3 oktober 1836 ontdekt door de Britse astronoom John Herschel.

## Synoniemen
- PGC 4632
- ESO 113-34
- AM 0115-591